# 多花云南樱桃
多花云南樱桃（學名：Prunus yunnanensis var. polybotrys）为云南樱桃的一个变种。

## 扩展阅读
- 維基物種上的相關：多花云南樱桃